# Scutellaria glabriuscula
Scutellaria glabriuscula är en kransblommig växtart som beskrevs av Merritt Lyndon Fernald. Scutellaria glabriuscula ingår i Frossörtssläktet som ingår i familjen kransblommiga växter. Inga underarter finns listade i Catalogue of Life.